# 直角二等辺三角形

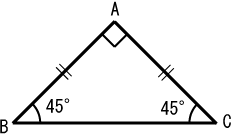
直角二等辺三角形

直角二等辺三角形（ちょっかくにとうへんさんかくけい、英: isosceles right triangle）は、二等辺三角形の持つ特徴に加え、直角三角形の持つ特徴を併せ持つ図形である。3つの角のうち2つの角がそれぞれ45°である三角形と定義してもよい。
直角二等辺三角形は二等辺三角形の一つでもあり、直角三角形の一つでもある。等しい長さの2辺で構成される1角(頂角)が直角である。
斜辺どうしが重なり合うように二つの直角二等辺三角形を並べると正方形ができる。逆に正方形を対角線で2つに分けるといずれも直角二等辺三角形となっている。
直角二等辺三角形は線対称な図形であり、対称軸は頂角の点から対辺（斜辺）に下ろした垂線である。頂角は直角なので、垂線によって二等分された角は、45°となる。このことから、この対称軸で直角二等辺三角形を二等分すると、その結果の二つの図形も直角二等辺三角形となることがわかる。したがって、この垂線の長さは、斜辺の長さの{\displaystyle {\frac {1}{2}}}となる。
ピタゴラスの定理より、隣辺の1辺の長さと斜辺の長さの比は、{\displaystyle 1:{\sqrt {2}}}となることがわかる。隣辺の1辺の長さを{\displaystyle {x}}とした場合、{\displaystyle {\frac {x^{2}}{2}}}で面積を求めることができる。また、斜辺の長さのみが分かっている場合でも、斜辺の長さを{\displaystyle {y}}とし、{\displaystyle {\frac {y^{2}}{4}}}で面積を求めることができる。したがって、直角二等辺三角形の場合、任意の1辺の長さが分かれば、面積を求めることができる。
また、底角は45°であるので、t = 45°として三角比に当てはめた場合、
{\displaystyle \sin t=\cos t\,}
である。これはt = 45°の時、単位円上の動点のX座標とY座標が等しくなることからも分かる。また、このことから、
{\displaystyle \tan t=1\,}
である。
一般的に用いられる三角定規2枚セットのうち1枚は直角二等辺三角形である。

## 直角二等辺三角形を利用した正三角形の作図

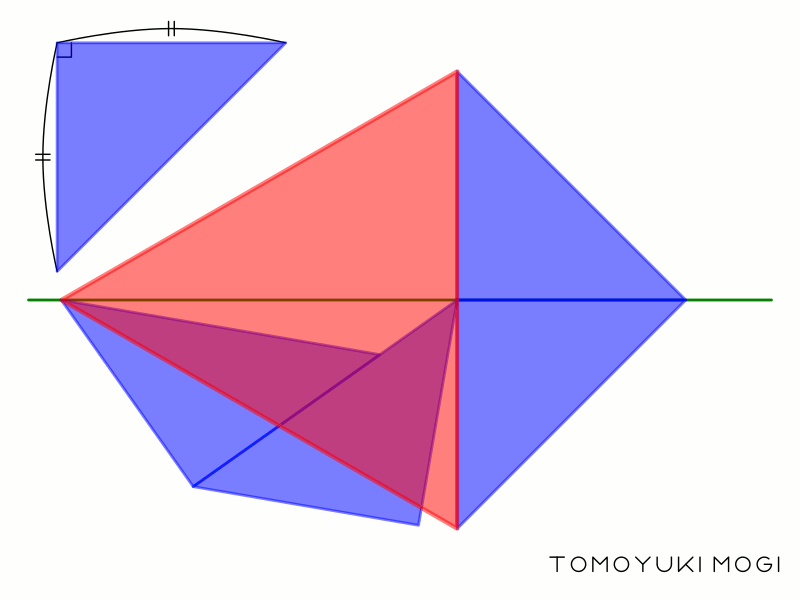
直角二等辺三角形を利用した正三角形の作図

互いに合同な直角二等辺三角形を複数配置することで正三角形の作図が可能である。
辺の長さが1,1,{\displaystyle {\sqrt {2}}}の直角二等辺三角形を用いて一辺の長さが2となる正三角形を作図できる。
底辺の長さが{\displaystyle {\sqrt {2}}}で高さが１の直角三角形の斜辺の長さが{\displaystyle {\sqrt {3}}}となることを応用する。